# Eugnosta brownana
Eugnosta brownana es una especie de polilla de la tribu Cochylini, familia Tortricidae. Fue descrita científicamente por Metzler & Forbes en 2012 y nombrada en honor de  John W. Brown, un experto en Tortricidae.
La longitud de alas anteriores de los machos es de 4,2 a 7,1 mm y la de las hembras de 4,6 a 7,1 mm. Las alas anteriores son de color amarillento, la costa es castaña rojiza pálida en la base. La fascia postmedia y la fascia subterminal también son castaño rojizas. Las alas posteriores son desde grises a amarillo opaco, cubiertas con escamas grises.

## Distribución
Se encuentra en el suroeste de Estados Unidos y posiblemente en México.